# Miluk
Miluk of Lower Coquille is een uitgestorven indiaanse taal van de familie van de Coostalen, gesproken door de Coos rond South Slough en de benedenloop van de Coquille langs de zuidkust van de Amerikaanse staat Oregon. De laatste vloeiende spreekster van Miluk, Annie Miner Peterson, stierf in 1939. Laura Hodgkiss Metcalf, die de taal tot op zekere hoogte beheerste omdat haar moeder Miluk was, overleed in 1961.
Miluk vormde samen met Hanis de familie van de Coostalen. De Amerikaanse antropoloog Melville Jacobs vergeleek de verwantschap tussen beide talen met die tussen Nederlands en Duits.